# بلوس
بلوس روستایی در دهستان مشگین غربی بخش قصابه شهرستان مشگین‌شهر استان اردبیل ایران است. این روستا در ۱۹ کیلومتری مرکز شهرستان مشکین شهر و ۵ کیلومتری ضلع جنوبی دهستان قصابه قرار دارد. بر پایه سرشماری عمومی نفوس و مسکن در سال ۱۳۹۰ جمعیت این روستا ۲۳۴ نفر (در ۵۸ خانوار) بوده‌است.
این روستا به دلیل طبیعت بکر، چشمه‌های طبیعی فراوان و قرارگیری در دامنه کوه‌های سر به فلک کشیده مشهور است.

## وجه تسمیه
بولوس که به صورت بلوس نیز در دفاتر دولتی نوشته شده و متداول گشته‌است در کل به معنی (زینه بولاق) یا چشمه زمینی که آبش دائمی است می‌باشد. این کلمه از دو قسمت (بول+اوس) تشکیل شده‌است.